# Elīna Galilējava
Elīna Galilējava, coniugata Zīke e, successivamente, Dillone (Riga, 15 febbraio 1985), è un'ex cestista lettone.

## Carriera
Con la Lettonia ha disputato i Campionati europei del 2005.